# 聖洛倫索 (新墨西哥州里奧阿里巴縣)
聖洛倫索（英語：San Lorenzo）是位於美國新墨西哥州里奧阿里巴縣的非建制地區。

## 地理
聖洛倫索所處的海拔為高於海平面2172米（即7126英呎），而該地所採用的時區為UTC-7，即北美山地时区（MST）。同時該地設有夏令時間，為UTC-7調快一小時，即UTC-6（MDT）。